# Azambuja
Azambuja (ɐzɐ̃'buʒɐ) è un comune portoghese di 20 837 abitanti situato nel distretto di Lisbona.

## Società

### Evoluzione demografica
| Popolazione di Azambuja (1801 – 2004) | Popolazione di Azambuja (1801 – 2004) | Popolazione di Azambuja (1801 – 2004) | Popolazione di Azambuja (1801 – 2004) | Popolazione di Azambuja (1801 – 2004) | Popolazione di Azambuja (1801 – 2004) | Popolazione di Azambuja (1801 – 2004) | Popolazione di Azambuja (1801 – 2004) | Popolazione di Azambuja (1801 – 2004) |
| ------------------------------------- | ------------------------------------- | ------------------------------------- | ------------------------------------- | ------------------------------------- | ------------------------------------- | ------------------------------------- | ------------------------------------- | ------------------------------------- |
| 1801                                  | 1849                                  | 1900                                  | 1930                                  | 1960                                  | 1981                                  | 1991                                  | 2001                                  | 2004                                  |
| 3402                                  | 3514                                  | 11446                                 | 14035                                 | 18218                                 | 19768                                 | 19568                                 | 20837                                 | 21508                                 |

## Freguesias
- Alcoentre
- Aveiras de Baixo
- Aveiras de Cima
- Azambuja
- Maçussa
- Manique do Intendente
- Vale do Paraíso
- Vila Nova da Rainha
- Vila Nova de São Pedro